# On n'enterre pas le dimanche
Pour plus de détails, voir Fiche technique et Distribution.
On n'enterre pas le dimanche est un film français réalisé par Michel Drach, sorti en 1960.

## Résumé
Philippe est un jeune métis qui vit à Paris, mal, misérable et désespéré. Un jour, tout change pour lui : une jeune suédoise rencontrée au musée Grévin, non seulement n'a pas paru choquée par sa couleur, mais encore a consenti à passer avec lui tout une nuit d'été en promenade à travers une ville insolite. Et le lendemain matin, elle est repartie pour la Suède. Philippe pense à elle continuellement, et à cause d'elle se met à écrire un roman, autobiographique : On n'enterre pas le dimanche en est le titre. Margaretha revient, engagée au pair par une famille d'éditeurs, et Philippe ébloui apprend qu'elle a parlé de son roman et qu'il va être publié, après remaniements. Mais sur ces entrefaites la femme de l'éditeur, qui s'ennuie dans la vie, suscite - un dimanche - des doutes dans l'esprit de Philippe au sujet de la fidélité de Margaretha et de son mari. Elle attire le jeune homme chez elle, le fait boire et le séduit, désespéré qu'il est de l'effrondrement de son amour. Margaretha lui démontre qu'il s'est trompé et Philippe ne demande qu'à la croire, mais quelques jours plus tard l'éditeur emmène son auteur au Bois sous un vague prétexte et veut le tuer. Philippe se débat et c'est lui qui tue en se défendant M. Courtalès. Après quoi, il s'enfuit, oubliant un papier compromettant. Tout ceci, nous l'apprenons par fragments successifs, au cours de l'interrogatoire que subit Philippe au commissariat de police. Plusieurs coups de téléphone lui font comprendre qu'on attend le résultat d'un accouchement qui révélera sans doute le mobile du crime : toute l'affaire remonte à 8 mois. Accablé, Philippe suppose qu'il s'agit de Madame Courtalès, mais il se trahit malencontreusement au moment où il pourrait être sauvé, en apprenant que c'est de Margaretha qu'il est question, et qu'elle vient de donner le jour à un bébé de race blanche. La trappe se referme sur le malheureux garçon, qui ne pourra jamais se justifier : on ne pourra jamais en effet « enterrer » ce dimanche-là.

## Fiche technique
- Titre : On n'enterre pas le dimanche
- Réalisation : Michel Drach
- Scénario : Michel Drach et Éric Ollivier, d'après le roman homonyme de Fred Kassak (Pierre Humboldt), Editions de L'Arabesque (Collection Crime parfait ? no 16), Paris, 1958, 224 p. (Grand Prix de littérature policière 1958)
- Dialogues : Michel Drach et Eric Ollivier
- Producteur : Michel Drach pour Port Royal Films
- Musique : James Campbell-Badiane, Eric Dixon et Kenny Clarke
- Photographie : Jean Tournier
- Cadreur : Oleg Tourjansky
- Montage : Geneviève Winding
- Distribution : Gaumont Distribution
- Pays d'origine : France
- Format : 35mm (Positif & négatif) - Noir et blanc - Mono
- Durée : 95 minutes
- Date de sortie : 27 avril 1960

## Distribution
- Philippe Mory : Philippe Valence
- Christina Bendz : Margaretha Lundal
- Hella Petri : Maryse Courtalès
- Marcel Cuvelier : le commissaire
- Albert Gilou : M. Courtalès, le mari de Maryse
- Frédéric O'Brady : l'éditeur
- Robert Lolliot : l'inspecteur

## Critiques
- « Dans la foule des nouveaux venus du cinéma français, Michel Drach est vraiment un homme seul. La Nouvelle Vague déferle et il est aussi seul que son cousin Jean-Pierre Melville réalisant, il y a près de quinze ans, Le Silence de la mer. Il n’a point fait de véritable carrière dans « l’assistanat », moins encore écrit de pamphlets ou d’articles ésotériques aux Cahiers du Cinéma ; quelques courts-métrages (inédits), une formation, solide cependant, acquise à la télévision et c’est tout. Il était sans clientèle, sans amis. Nul encouragement, nul éloge a priori ne sont venus saluer son entreprise, menée discrètement, avec des moyens d’une précarité extrême. Michel Drach n’avait pas de petits copains et, d’une certaine façon, c’est tant mieux. Quand soudain, l’automne dernier, le jury du Delluc, préféra Drach à Godard jamais récompense ne vint mieux à propos et ne fut accordée plus conformément à ses fins. On n’enterre pas le dimanche porte profondément la marque de cette solitude de son auteur. Elle est au fond du film, celle du héros, un homme de couleur, Martiniquais qui tâtonne pour s’intégrer à une société qui le nie. Croit-il y réussir à travers son amour pour une jeune Suédoise, grâce à la publication d’un roman où il a tout jeté de sa déréliction et de ses angoisses ? Tout cela se révèlera n’être qu’un jeu cruel, une atroce méprise. D’une situation accidentelle, mouvementée peut-être, Michel Drach, en véritable acteur a fait le matériau de son film. Cette solitude est vécue par son personnage sur un plan véritablement existentiel.[…] Quelques très beaux moments de cinéma expriment cette solitude : le lent et maladroit pouvoir de la bouteille de « Rozana », monstrueuse carapace où pour gagner quelques centaines de francs, le jeune homme doit s’enfermer, l’errance folle, un dimanche que son amie est introuvable, dans le Paris d’été où passe lentement les autocars du « City Rama ». La comédie cruelle, c’est une ou deux scènes où l’on voit le garçon céder au vertige d’un milieu où les choses ne se vendent jamais assez vite. Il espérait s’accomplir par son roman, communiquer, retrouver sa condition abolie : on en fait un produit marchand ; mieux, c’est de lui qu’on fait une marchandise, dans un tournoiement de grosses sirènes chauves cependant que la glace du whisky tinte dans les grands gobelets d’argent. Cette longue main, trop belle, où une grosse pierre sertie jette des éclats noirs, qui se coule sur son bras dans l’appartement désert : son aventure avec la dame, la remarquable Hella Petri. En contre-point de toute cette cruauté nous sont données les amours du jeune homme avec Margaretha. La rencontre et la visite au Musée Grévin où ils marchent, se tenant par la main comme des gosses, inquiets et ravis devant ce palais enchanté, devant leur amour. La promenade au canal Saint-Martin, la séquence de l’aquarium du Trocadéro traitée en plans rapprochés. Tout cela porte quelque chose d’exquis dans le ton, une grande pudeur et en même temps la marque d’une troublante prédilection pour les valeurs nocturnes, les crépuscules du soir et du matin – admirablement photographiés par Jean Tournier. À son film Michel Drach a su donner un style. […] On n’enterre pas le dimanche, avec sa lenteur, je dirais presque sa ténacité vitale, est d’un véritable cinéaste. À qui l’on peut savoir gré d’avoir tiré au mieux parti de la nécessité pour lui – ou les conditions de tournage – de construire sa mise en scène presque autant sur le montage que sur le découpage. Un style qui s’intègre par exemple une figure aussi classique que le fondu-enchaîné pour être bien le point d’orgue dynamique sur lequel le film, par longues phrases, meurt et renaît. Tout particulièrement celui-ci, véritable métaphore, des glaces de l’aquarium du Trocadéro aux vitres d’un café où les jeunes gens se sont réfugiés ; je le cite par reconnaissance, car j’ai compris là, moi, que je ne sais pas regarder, qu’une vitrine c’est un grand aquarium où se meuvent paresseusement les nuages, où les arbres des cours foisonnent et pataugent dans le soleil… » - Jean-Marc Leuwen Cinéma 60 n°47 (1960).
- « […] Plus je pense à On n’enterre pas le dimanche, et plus j’apprends sur cet inconnu qu’était encore au début de décembre, Michel Drach, plus je pense que le choix du Prix Delluc a été juste et judicieux. Ce moins de trente ans, ce solitaire qui n’avait guère d’amis dans les jeunes cinéastes ou critiques en place, possède le sens de l’intensité, de la présence, du décor, des personnages, de l’insolite, du quotidien. Son grand talent et sa forte personnalité méritent d’imposer son nom. […] » Source : « Génération 60 », Georges Sadoul, Les Lettres françaises (7 janvier 1960).

## Distinctions
- 1959 : Prix Louis-Delluc

## Autre
Le personnage principal dans le film est homme sandwich et se promène dans les rues dans une bouteille d'eau Rozana grandeur humaine.